# 大塚古墳群 (市川三郷町)
大塚古墳群（おおつかこふんぐん）は山梨県西八代郡市川三郷町に所在する古墳群。

## 概要
市川三郷町の北部には曾根丘陵が広がり、甲府市南部にある4世紀代の甲斐銚子塚古墳を中心に数多くの古墳が分布している。当古墳群にも5世紀以降に曽根丘陵から甲府盆地各地へ拡散したとみられる前方後円墳、円墳が分布している。

## 各古墳について
前方後円墳としてはエモン塚古墳・大塚古墳、円墳としては伊勢塚古墳・鳥居原狐塚古墳が確認されている。
大塚古墳
前方後円墳。古墳時代中期の5世紀に属する帆立貝形古墳である。
エモン塚古墳
前方後円墳。
伊勢塚古墳
円墳。
鳥居原狐塚古墳
5世紀末ころに造営されたとみられる円墳。「赤烏元年五月二十五日」の紀年銘鏡が出土して注目されている。「赤烏」は呉の孫権の治世に行われた元号で、赤烏元年は西暦238年に相当し、古墳鏡の中でも最古の紀年に属する。